# ياسمين عمر
ياسمين عمر (بالإنجليزية: Yasmin Omar) ممثلة مصرية، بدأت حياتها كعارضة أزياء واستمرت في مهنتها لعدة سنوات، قامت بعدها ببطولة مجموعة كبيرة من أغاني الفيديو كليب مع كبار المطربين، ثم قررت اقتحام عالم التمثيل. في البداية قامت بالعمل في العديد من الورش الفنية الخاصة بالسينما والمسرح، إلى أن اكتشفها المخرج محمد أمين  وأسند لها أول أدوارها السينمائية في فيلم (فبراير الأسود) أمام النجم الراحل خالد صالح.

## الأفلام
- مسلسل «فض اشتباك» للمخرج حازم متولي[5] عام 2013.[6]
- فيلم «فبراير الأسود» للمخرج محمد أمين عام 2013.[7]
- فيلم «حصلنا الرعب» للمخرج طارق عبد المعطي[8] عام 2014.[9]
- فيلم «منطقة محظورة - قصر البارون» للمخرج محمد فكري[10] عام 2016.[11]
- فيلم «سمكة وصنارة» للمخرج طارق عبد المعطي عام  2017.[12]

## وصلات خارجية
- ياسمين عمر على موقع IMDb (الإنجليزية)
- ياسمين عمر على موقع الدهليز
- ياسمين عمر على موقع قاعدة بيانات الأفلام العربية
- ياسمين عمر على موقع الدهليز
- ياسمين عمر على موقع كاروهات